# خف السيدة صغير الأزهار
خف السيدة صغير الأزهار أو بابوجية صغيرة الزهر أو خف السيدة الأصفر أو زهرة الخف (الاسم العلمي: Cypripedium parviflorum)، نوع من خف السيدة وفصيلة السحلبية موطنه الأصلي في أمريكا الشمالية. إنهُ واسع الانتشار، يمتد من ألاسكا جنوبًا إلى أريزونا وجورجيا.